# Penaincisalia rawlinsi
Penaincisalia rawlinsi är en fjärilsart som beskrevs av Johnson 1990. Penaincisalia rawlinsi ingår i släktet Penaincisalia och familjen juvelvingar. Inga underarter finns listade i Catalogue of Life.